# Liste d'artistes contemporains roumains
Cet article présente une liste des artistes modernes et contemporains roumains :
- Almașan Virgil
- Constantin Antonovici
- George Apostu
- Corneliu Baba
- Sabin Bălașa (1932-2008)
- Octav Băncilă
- Horia Bernea
- Traian Brădean
- Constantin Brancusi
- Botarro
- Valeriu Boborelu
- Vasile Brătulescu
- Victor Brauner
- André Cadere
- Mircea Cantor
- Henri Catargi
- Ștefan Câlțea
- Alexandru Ciucurencu
- Vasile Chinschi
- Marcel Chirnoagă
- Marin Constantin
- Horia Damian
- Eugen Drăguțescu
- Natalia Dumitresco
- Sorin Dumitrescu
- Georges Enesco
- Iosif Fekete
- Simona Ertan
- Dimitrie Gavrilean
- Ion Gheorghiu
- Marin Gherasim
- Vasile Grigore
- Ion Grigorescu
- Lucian Grigorescu
- Octav Grigorescu
- Peter Iakobi
- Marcel Iancu,
- Sorin Ilfoveanu
- Ion Isaila
- Isidore Isou
- Alexandre Istrati
- Ștefan Luchian
- Hortensia Masichievici Mișu
- Teodor Mazilu
- Wanda Mihuleac
- Teodora Moisescu-Stendl
- Georgeta Năpăruș
- Paul Neagu
- Ion Nicodim
- Tiberiu Nicorescu
- Ion Pacea
- Constantin Pacea
- Neculai Păduraru
- Ion Saliștean
- Theodor Pallady
- Gheorghe Petrașcu
- Milita Petrașcu
- Stefan Ramniceanu
- Camil Ressu
- Dana Roman
- Victor Roman
- Horia Cosmin Samoila
- Ion State
- Ion Stendl
- Tara (von Neudorf)
- Napoleon Tiron
- Nicolae Tonitza
- Ion Țuculescu
- Geza Vida
- Clarette Wachtel